# Ґолсарак
Ґолсарак (перс. گلسرك) — село в Ірані, у дегестані Сараван, у бахші Санґар, шагрестані Решт остану Ґілян. За даними перепису 2006 року, його населення становило 1782 особи, що проживали у складі 469 сімей.

## Клімат
Середня річна температура становить 14,34°C, середня максимальна – 28,36°C, а середня мінімальна – -0,88°C. Середня річна кількість опадів – 1041 мм.
| Клімат поселення                              | Клімат поселення | Клімат поселення | Клімат поселення | Клімат поселення | Клімат поселення | Клімат поселення | Клімат поселення | Клімат поселення | Клімат поселення | Клімат поселення | Клімат поселення | Клімат поселення | Клімат поселення |
| Показник                                      | Січ.             | Лют.             | Бер.             | Квіт.            | Трав.            | Черв.            | Лип.             | Серп.            | Вер.             | Жовт.            | Лист.            | Груд.            |                  |
| Середній максимум, °C                         | 9,73             | 10,28            | 12,63            | 18,06            | 21,90            | 26,45            | 28,36            | 28,26            | 23,88            | 21,23            | 17,00            | 12,01            |                  |
| Середня температура, °C                       | 4,43             | 4,97             | 7,32             | 12,75            | 16,60            | 21,14            | 24,06            | 23,95            | 19,56            | 16,92            | 12,70            | 7,71             |                  |
| Середній мінімум, °C                          | −0,88            | −0,34            | 2,02             | 7,45             | 11,29            | 15,84            | 19,75            | 19,64            | 15,25            | 12,58            | 8,38             | 3,40             |                  |
| Норма опадів, мм                              | 108              | 89               | 85               | 52               | 44               | 29               | 27               | 50               | 106              | 162              | 146              | 143              |                  |
| Середньомісячна швидкість вітру, м/с          | 2.30             | 2.48             | 2.40             | 2.38             | 2.30             | 2.46             | 2.60             | 2.29             | 2.06             | 2.00             | 2.00             | 2.14             |                  |
| Середньомісячна сонячна радіація, кДж/м²·день | 7070             | 9194             | 11173            | 15727            | 19859            | 21965            | 22563            | 19245            | 15794            | 11061            | 8799             | 6759             |                  |
| --------------------------------------------- | ---------------- | ---------------- | ---------------- | ---------------- | ---------------- | ---------------- | ---------------- | ---------------- | ---------------- | ---------------- | ---------------- | ---------------- | ---------------- |
| Джерело:                                      |                  |                  |                  |                  |                  |                  |                  |                  |                  |                  |                  |                  |                  |